# Seleção Argelina de Basquetebol
A Seleção Argelina de Basquetebol é a equipe que representa a Argélia em competições internacionais. É gerida pela Federação Argelina de Basquetebol (francês: Fédération Algérienne de Basketball), a qual é filiada a FIBA desde 1963.
O auge da equipe do norte do continente africano deu-se no início dos anos 2000 com a conquista da medalha de prata no Afrobasket 2001 realizado no Marrocos, que credenciou vaga no Mundial de 2002 nos Estados Unidos onde conquistaram a décima quinta colocação.